# Neocaudites henryhowei
Neocaudites henryhowei är en kräftdjursart som först beskrevs av McKenzie och Joseph Swain 1967.  Neocaudites henryhowei ingår i släktet Neocaudites och familjen Hemicytheridae. Inga underarter finns listade i Catalogue of Life.